# Łoźna (stacja kolejowa)
Łoźna (biał. Лёзна; ros. Лиозно, ros. nazwa normatywna Лёзно) – stacja kolejowa w miejscowości Łoźna, w rejonie łozieńskim, w obwodzie witebskim, na Białorusi. Leży na linii Smoleńsk - Witebsk.